# Ole Olsen (łyżwiarz)
Ole Olsen (ur. 29 stycznia 1897, zm. 3 stycznia 1924) – norweski łyżwiarz szybki, srebrny medalista mistrzostw Europy.

## Kariera
Największy sukces w karierze Ole Olsen osiągnął w 1922 roku, kiedy zdobył srebrny medal podczas mistrzostw Europy w Helsinkach. W zawodach tych rozdzielił na podium dwóch reprezentantów Finlandii: Clasa Thunberga oraz Assera Walleniusa. W poszczególnych biegach Johansen był piąty na 500 m oraz drugi na dystansach 1500, 5000 oraz 10 000 m. W tym samym roku był też czwarty na wielobojowych mistrzostwach świata w Oslo, przegrywając walkę o podium z Clasem Thunbergiem. Na imprezie tej był między innymi drugi w biegach na 5000 i 10 000 m. Na rozgrywanych rok później mistrzostwach Europy w Hamar i mistrzostwach świata w Sztokholmie zajmował piąte miejsce. W stolicy Szwecji jego najlepszym wynikiem było drugie miejsce na 10 000 m, a w Hamar na tym samym dystansie był najlepszy. Nigdy nie wystąpił na igrzyskach olimpijskich. W latach 1921 i 1923 zdobywał mistrzostwo Norwegii w wieloboju, a 1920 roku był trzeci.